# 중복소제기
중복소제기(重複訴提起)란 이미 사건이 법원에 계속되어 있을 때에는 그와 동일한 사건에 대하여 당사자는 다시 소를 제기하지 못하는 것을 말한다. 중복소제기에 해당하는 경우 후소법원은 소를 부적법 각하하는 판결을 해야 한다.

## 정의
소송계속에 의한 효과로서 소의 제기에 의해 소송계속이 생기면 당사자가 동일한 사건에 관해서는 중복적으로 소를 제기할 수 없게 되는 것을 의미한다(민사소송법 제234조). 여기서의 동일사건이란 당사자와 청구가 동일한 것을 말하며, 중복제소는 소극적인 소송요건이며 소송장애사유라서 법원은 수리한 소가 중복제소금지조항에 저촉되느냐의 여부를 직권으로 조사해야 하고, 이 판단에 필요한 사실은 직권으로 탐지해야 하며 중복제소금지에 저촉되는 소는 적법하지 못한 것으로 기각해야 한다.

## 판례

### 채권자대위소송
- 채권자대위소송 계속 중 채무자가 제3채무자에 대해서 소송이 제기된 경우, 양 소송은 동일소송이므로 후소는 중복소제기금지원칙에 위배되어 제기된 부적법한 소송이라 할 것이다[3]
- 채무자가 제3채무자를 상대로 제기한 소송이 계속 중 채권자대위소송을 제기한 경우에는 양 소송은 동일소송이므로 후소는 중복소제기금지규정에 저촉된다[4]
- 어느 채권자대위소송의 계속 중 다른 채권자가 채권자대위권에 기한 소를 제기한 경우 시간적으로 나중에 계속하게 된 소송은 중복소제기금지원칙에 위배한 것이다[5]

### 채권자취소소송
채권자취소권의 요건을 갖춘 각 채권자는 고유의 권리로서 채무자의 재산 처분행위를 취소하고 그 원상회복을 구할 수 있는 것이므로 각 채권자가 동시 또는 이시에 채권자취소 및 원상회복소송을 제기한 경우 이들 소송이 중복소제기에 해당하는 것이 아니다

### 상계항변
- 상계항변을 제출할 당시에 이미 자동채권에 기한 소송을 별도로 제기하여 계속중인 경우에, 이부, 이송 또는 변론병합 등으로 판결의 모순, 저촉을 방지하고 소송경제를 도모함이 바람직하더라도, 별소로 계속 중인 채권을 자동채권으로 하는 소송상 상계의 주장이 허용된다라고 하여 중복소제기 부정설의 입장이다.[7]

### 채무의 부존재 확인청구
채권자가 채무인수자를 상대로 채무이행청구를 한 소송의 계속 중 채무인수자가 그 채권자를 상대로 그 채무의 부존재 확인청구를 한 사안에서 그 청구취지와 청구원인이 서로 다르므로, 중복소제기에 해당하지 않는다

### 손해배상채무의 이행을 구하는 반소
원고가 피고에 대하여 손해배상채무의 부존재확인을 구할 이익이 있어 본소로 그 확인을 구하였고, 피고가 그 후에 그 손해배상채무의 이행을 구하는 반소를 제기한 사안에서 반소가 중복소제기가 아님을 전제로 본안판단을 하였다

### 국제적 중복소제기
외국법원에 소제기가 되어 있는 경우 그 외국법원의 판결이 장차 제217조에 의하여 승인받을 가능성이 예측되는 때에는 제259조의 소송계속이 있는 것으로 보아야 할 것이므로, 이와 동일한 사건에 대하여 국내법원에 제소한다면 중복소제기에 해당하여 부적법하다

## 깉이보기
- 기판력